# Myriostoma coliforme
Myriostoma coliforme (Dicks.) Corda, Anleit. Stud. Mykol.: 131 (1842)

## Descrizione della specie

### Corpo fruttifero
Dapprima seminterrato, globoso, con l'involucro esterno rivestito di uno strato brunastro che si lacera a raggiera (esoperidio), sul cui centro si solleva il sacco sporifero (endoperidio), sorretto da colonnette.

#### Esoperidio
4–12 cm (di solito 8) braccia triangolari; quando disteso misura al massimo 25 cm; internamente liscio, biancastro, poi bruno-rossiccio.

#### Endoperidio
Più o meno da 1,5–7 cm di diametro, irregolarmente globoso, bruno-argenteo, perforato da parecchi pori (25-50) od ostioli; sostenuto da diversi sottili pedicelli colonnari.

### Carne
Bianca, poi brunastra, formata da logge dello stesso numero degli ostioli.

### Spore
Brunastre in massa, globose, irregolarmente verrucose.

## Habitat
Cresce su terreni sabbiosi, nei campi o al margine dei boschi, in estate-autunno.

## Commestibilità
Non commestibile, senza interesse alimentare.

## Etimologia
Dal latino coliformis = simile al colino, per i fori del suo endoperidio.

## Sinonimi e binomi obsoleti
- Geastrum coliformis (Dicks.) Pers. [as 'Geaster'], Synopsis Methodica Fungorum (Göttingen): 131 (1801)
- Lycoperdon coliforme Dicks., Bot. Arr. Brit. Pl., Edn 2 2: 783 (1776)
- Myriostoma anglicum Desv., J. Bot. Morot 2: 104 (1809)
- Polystoma coliforme (Pers.) Gray, A Natural Arrangement of British Plants (London) 1: 586 (1821)